# Flamme Olympique FC
El Flamme Olympique FC es un equipo de fútbol de Guinea que juega en el Campeonato Nacional de Guinea, el máxima nivel de fútbol de ese país.

## Historia
El club fue fundado en el año 2009 y debutó en torneos regional que conforman la tercera división de Guinea. Hasta la temporada 2013-14 asciende a la Segunda División de Guinea para la temporada 2014-15. En esa temporada se convirtieron subcampeones del segundo nivel y asciende históricamente al Campeonato Nacional de Guinea en la temporada 2015-16. En esa temporada finalizaron en 12.° lugar y se enfrentó en el play-off de relegación al AS Ashanti Golden Boys y perdieron 2-0 para descender al segundo nivel en la temporada 2016-17. No consiguían hasta la temporada 2018-19 logra coronarse campeones en el segundo nivel y regresaron a la primera división. En hasta la temporada 2020-21 lograron ubicarse en la 10.° lugar del torneo.

## Títulos
- Segunda División de Guinea: 1

2018-19